# Rehmerloh
Rehmerloh ist ein rund 200 Einwohner zählender Ortsteil der im Nordosten Nordrhein-Westfalens gelegenen Gemeinde Kirchlengern.
Bis zur Franzosenzeit gehörte die Bauerschaft Rehmerloh zur Vogtei Quernheim im Amt Reineberg des Fürstentums Minden. Von 1807 bis 1810 gehörte Rehmerloh zum napoleonischen Satellitenstaat Königreich Westphalen, in dem der Ort zum Kanton Reineberg gehörte. Von 1811 bis 1813 gehörte der Ort unmittelbar zu Frankreich und dort zur Mairie Quernheim im Arrondissement Minden des Departements der Oberen Ems. 1816 kam der Ort zum Kreis Bünde und seit 1832 gehörte er zum Kreis Herford. Dort bildete Rehmerloh bis 1919 eine Gemeinde im Amt Mennighüffen und anschließend bis 1969 im Amt Kirchlengern. Rehmerloh wurde im Rahmen der kommunalen Gebietsreform am 1. Januar 1969 mit weiteren Gemeinden zur neuen Gemeinde Kirchlengern zusammengeschlossen. Rehmerloh hat den Charakter einer ländlichen Streusiedlung mit einzelnen Wohnhäusern und Gehöften inmitten einer Landschaft, die durch Felder, Wiesen und kleine Waldgebiete geprägt ist.